# Ryder Cup 2010
Ryder Cup 2010 var den 38. udgave af Ryder Cup, som er en holdkonkurrence i golf mellem USA og Europa. Turneringen foregik fra den 1. til den 4. oktober 2010 på Celtic Manor Resort i Newport, Wales. USA var forsvarende mestre efter sejr i 2008-turneringen på hjemmebane. 
Europa vandt turneringen med den mindst mulige sejrsmargen, nemlig 14½ point mod 13½. Turneringen blev den første udgave af Ryder Cup nogensinde til først at blive afgjort om mandagen, idet dårligt vejr i flere omgange havde forsinket turneringen, der efter planen skulle have været afsluttet søndag eftermiddag.
Der var ikke, i modsætning til i 2008-turneringen, nogen danskere blandt spillerne, men Thomas Bjørn fungerede som vice-kaptajn på det europæiske hold.

## Holdene

### Europa
Europas kaptajn var Colin Montgomerie, der dog ikke selv spillede. De tolv aktive europæiske spillere var: 
| Europa               |       |
| Navn                 | Alder |
| Lee Westwood         | 37    |
| Rory McIlroy         | 21    |
| Martin Kaymer        | 25    |
| Graeme McDowell      | 31    |
| Ian Poulter          | 34    |
| Ross Fisher          | 29    |
| Francesco Molinari   | 27    |
| Miguel Ángel Jiménez | 46    |
| Peter Hanson         | 32    |
| Edoardo Molinari     | 29    |
| Luke Donald          | 32    |
| Pádraig Harrington   | 39    |

Eduardo Molinari, Donald og Harrington var alle med i turneringen som såkaldte Captain Picks, wild card-spillere udtaget af kaptajnen Colin Montgomerie.

### USA
USA's kaptajn var Corey Pavin, der dog ikke selv spillede. De tolv aktive amerikanske spillere var: 
| Team USA       |       |
| Navn           | Alder |
| Phil Mickelson | 40    |
| Hunter Mahan   | 28    |
| Bubba Watson   | 31    |
| Jim Furyk      | 40    |
| Steve Stricker | 43    |
| Dustin Johnson | 26    |
| Jeff Overton   | 27    |
| Matt Kuchar    | 32    |
| Zach Johnson   | 34    |
| Tiger Woods    | 34    |
| Stewart Cink   | 37    |
| Rickie Fowler  | 21    |

Zach Johnson, Woods, Cink og Fowler var alle med i turneringen som såkaldte Captain Picks, wild card-spillere udtaget af kaptajnen Corey Pavin.

## 1. runde
Fredagens fire four-balls blev afbrudt efter kort tids spil på grund af regn, og blev først færdigspillet lørdag.
Four-ball
| Europa            | Resultater | USA                 |
| ----------------- | ---------- | ------------------- |
| Westwood/Kaymer   | 3 & 2      | Mickelson/D.Johnson |
| McIlroy/McDowell  | Delt       | Cink/Kuchar         |
| Poulter/Fisher    | 2 Up       | Stricker/Woods      |
| Donald/Harrington | 3 & 2      | Watson/Overton      |
| 1½                | Runde      | 2½                  |
| 1½                | I alt      | 2½                  |

## 2. runde
Anden runde, der bestod af seks four-somes blev spillet lørdag eftermiddag.
Foursome
| Europa            | Resultater | USA               |
| ----------------- | ---------- | ----------------- |
| Jiménez/Hanson    | 4 & 3      | Woods/Stricker    |
| Molinari/Molinari | 2 up       | Johnson/Mahan     |
| Westwood/Kaymer   | Delt       | Furyk/Fowler      |
| Harrington/Fisher | 3 & 2      | Mickelson/Johnson |
| Poulter/Donald    | 2 & 1      | Watson/Overton    |
| McDowell/McIlroy  | 1 Up       | Cink/Kuchar       |
| 2½                | Runde      | 3½                |
| 4                 | I alt      | 6                 |

## 3. runde
3. runde, der bestod af 4 four-balls og to four-somes blev indledt lørdag, og afsluttet søndag.
Foursome
| Europa           | Resultater | USA            |
| ---------------- | ---------- | -------------- |
| Donald/Westwood  | 6 & 5      | Stricker/Woods |
| McDowell/McIlroy | 3 & 1      | Johnson/Mahan  |

Four-ball
| Europa            | Resultater | USA              |
| ----------------- | ---------- | ---------------- |
| Harrington/Fisher | 2 & 1      | Furyk/Johnson    |
| Molinari/Molinari | Delt       | Cink/Kuchar      |
| Hanson/Jiménez    | 2 Up       | Watson/Overton   |
| Poulter/Kaymer    | 2 & 1      | Mickelson/Fowler |
| 5½                | Runde      | ½                |
| 9½                | I alt      | 6½               |

## 4. runde
4. runde, der bestod af tolv single-matcher, blev afholdt mandag, med start kl 9.00 lokal tid, og med spilstop ca. 15.15 lokal tid.
Singler
| Europa               | Resultater   | USA            |
| -------------------- | ------------ | -------------- |
| Lee Westwood         | 2 & 1        | Steve Stricker |
| Rory McIlroy         | Delt         | Stewart Cink   |
| Luke Donald          | 1 Up         | Jim Furyk      |
| Martin Kaymer        | 6 & 4        | Dustin Johnson |
| Ian Poulter          | 5 & 4        | Matt Kuchar    |
| Ross Fisher          | 3 & 2        | Jeff Overton   |
| Miguel Ángel Jiménez | 4 & 3        | Bubba Watson   |
| Francesco Molinari   | 4 & 3        | Tiger Woods    |
| Edoardo Molinari     | Delt         | Rickie Fowler  |
| Peter Hanson         | 4 & 2        | Phil Mickelson |
| Pádraig Harrington   | 3 & 2        | Zach Johnson   |
| Graeme McDowell      | 3 & 1        | Hunter Mahan   |
| 5                    | Runde        | 7              |
| 14½                  | Slutstilling | 13½            |

Europa vandt dermed turneringen med 14½ – 13½, og tilbageerobrede trofæet fra USA.